# Ana Carolina Reston
Ana Carolina Reston, född 4 juni 1985 i São Paulo, Brasilien, död 15 november 2006 i São Paulo, var en brasiliansk fotomodell. Reston anlitades av bland andra Giorgio Armani, Ford Motor Company, Elite och L'Équipe. Reston kom från en medelklassfamilj som hon ville försörja med sin modellön. Hon arbetade mycket utomlands och breven hon skickade hem var mycket depressiva.
Den 25 oktober 2006 lades Reston in på sjukhus för njursvikt orsakad av anorexia nervosa och bulimia nervosa. Vid sin död vägde hon endast drygt 40 kilo (hon mätte 1,72 meter).
Restons död uppmärksammades stort i media världen över. Några månader tidigare hade även den uruguayanska modellen Luisel Ramos dött under liknande omständigheter och deras frånfällen blev därför starten på en debatt om vikt och ideal inom modevärden. 